# Sam Drukker

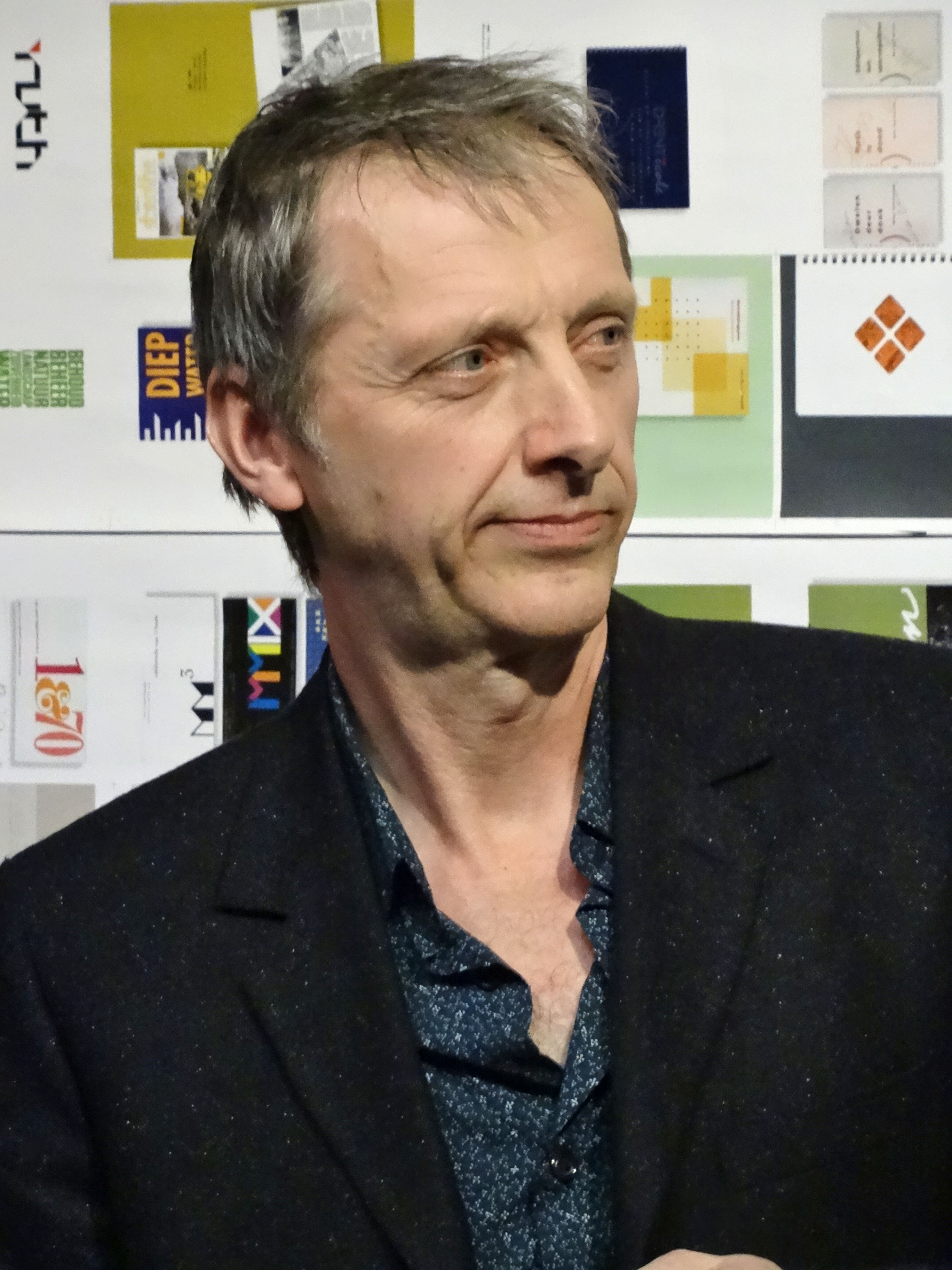
Sam Drukker

Samuel Drukker (* 20. November 1957 in Goes) ist ein niederländischer Künstler. Sein Werk umfasst Ölgemälde und Zeichnungen.

## Leben und Werk
Drukker wuchs in Assen in der Provinz Drenthe auf. 1982 absolvierte Sam Drukker sein Studium bei Matthijs Röling an der Academie Minerva in Groningen. Nach seiner Ausbildung arbeitete Sam Drukker in Paris und Barcelona. Seit 1990 lehrt er an der Wackers Academie in Amsterdam. 2011 zeichnete ihn die Eremitage Amsterdam als Künstler des Jahres aus.
Sam Drukker greift in seiner figürlichen Malerei alttestamentarische, mythologische und erotische Themen auf. Dabei ist der Fokus stets auf den dargestellten Menschen gesetzt. Die Figur ist malerisch ausgearbeitet, während der Bildhintergrund mehrheitlich leer belassen oder nur angedeutet wird. Zum Malen seiner Gemälde wählt Drukker unkonventionelle Bildträger. So verwendet er beispielsweise verwitterte Segeltücher oder alte Holzstücke. Hauptsächlich bemalt er Oberflächen, die eine vom Werk unabhängige Vorgeschichte haben und fügt ihnen mit seiner Malerei seine eigene Spur hinzu.
Er wird der vierten Generation einer Gruppe niederländischer Künstler der figürlichen Abstraktion zugerechnet.
In Assen wurde am 3. Mai 1990 das Verfolgtendenkmal Joods monument enthüllt, eine Sandsteinarbeit mit einem auf COR-TEN-Stahl gearbeiteten Selbstporträt als hockender Mann, in der Hand einen Tallit, den Gebetsschal, haltend.
Für die Werkserie „Minyen“ porträtierte Sam Drukker zehn jüdische Männer im Alter zwischen 83 und 103 Jahren, die den Zweiten Weltkrieg im Erwachsenenalter miterlebt haben. Die zwischen 2012 und 2014 entstandenen Porträts sind mehr als individuelle Darstellungen von Personen, sie schildern die Geschichte einer Nachkriegszeit-Generation.

## Auszeichnungen
2011 wurde Drukker mit dem mit 10.000 € dotierten Kunstweek Prijs als Künstler des Jahres 2011 ausgezeichnet.

## Galerie

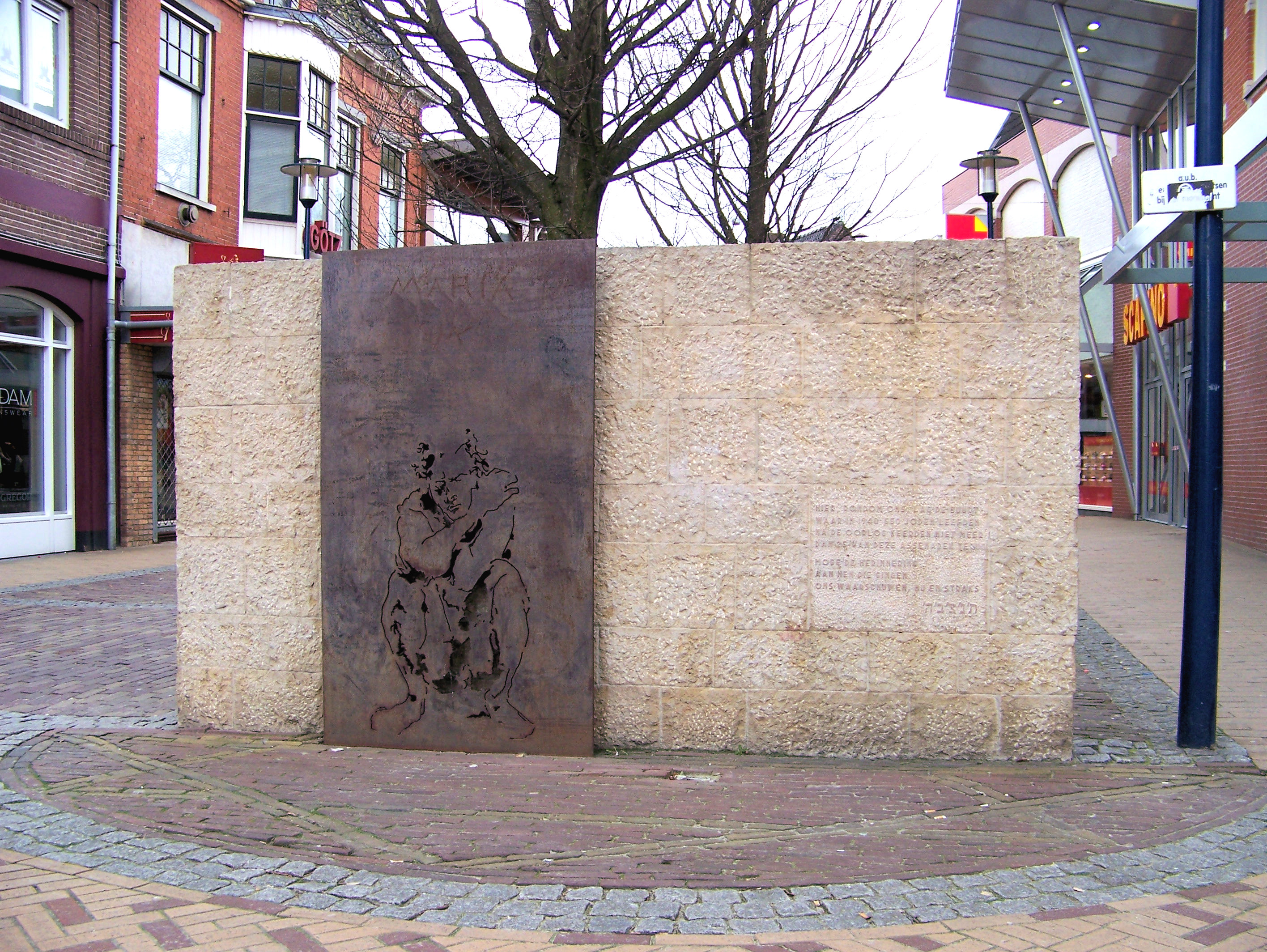
Joods Monument, Assen, 1990, Sandstein und COR-TEN-Stahl, 175 × 300 cm
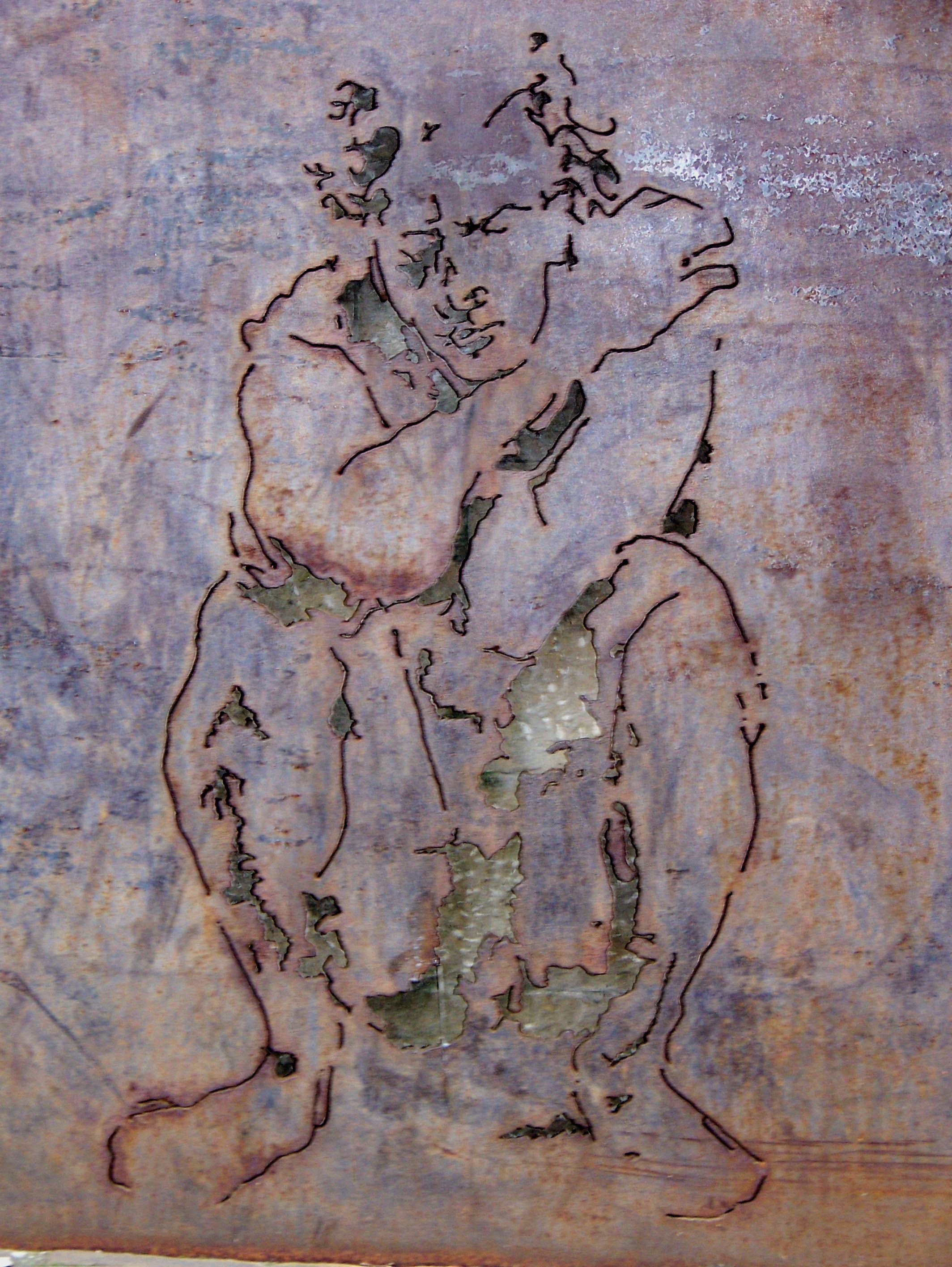
Detail, Joods Monument, Assen, 1990

## Werke in öffentlichen Sammlungen
- Jüdisches Museum Amsterdam[4]
- Rijksmuseum, Amsterdam
- Drents Museum, Assen[5]
- Museum Flehite, Amersfoort
- Historisch Museum de Bevelanden, Goes
- Museu Europeu d’Art Modern (MEAM), Barcelona, Katalonien
- Bromer Art Collection, Roggwil BE, Schweiz

## Ausstellungen (Auswahl)

### Einzelausstellungen
- 2009: Sam Drukker. Galerie Mokum, Amsterdam
- 2010: Sam Drukker: OOGST. Museum Tongerlohuys, Roosendaal
- 2011: Sam Drukker. Galerie Mokum, Amsterdam

### Gruppenausstellungen
- 2005: Colore e figure. Galleria Planetario, Triest
- 2009: I am a bird. AMC Brummelkamp Galerie, Amsterdam
- 2013: Mannenbroeders. Flatland Gallery, Utrecht
- 2014: Dutch Master. Sam Drukker und Fred Baumann. Bromer Kunst, Roggwil (CH)
- 2016: Licht in Mokum. Galerie Mokum, Amsterdam

## Publikationen
- Getekende liefde. Erotische Tekeningen. Sam Drukker. hrsg. von  Drukker Sam und Brattinga Rento, Zwolle: Waanders 2009.
- Sam Drukker. Schilderijen 1983–2003. Verhey Enny, Amsterdam: Delta Lloyd Groep 2003.
- Minje; Minyan. Sam Drukker, Irene Faber, Majoleine Oppenheim, Amersfoort: Vrije Uitgevers 2014.